# Понте-делле-Тетте
Понте-делле-Тетте (итал. Ponte delle Tette — «мост грудей») — небольшой мост в Венеции, в районе Сан-Поло. Его название происходит от использования моста проститутками, которым было предложено стоять на нём с обнажённой верхней частью тела, чтобы соблазнять прохожих мужчин и одновременно «перевоспитывать» подозреваемых в гомосексуализме.
Район Карампане-ди-Риальто, где располагался мост, согласно официальным документам, стал одним из «кварталов красных фонарей» в Венеции в XV веке. Проститутки должны были стоять с широко расставленными ногами или обнажёнными грудями на балконах и в окнах соседних зданий, чтобы соблазнять новых клиентов. Правительство Венеции поддержало такие гетеросексуальные связи, чтобы остановить рост волны «содомского греха», который превратился в социальную проблему.
В 1509 году один автор отмечал, что в Венеции «работало» около 11565 проституток.
Неподалёку располагалась переправа (Traghetto Del Buso) через Гранд-канал, где проститутки с разрешения властей могли переходить к другому «кварталу красных фонарей».
Налоги на проституцию в 1519 году помогли финансово обеспечить выполнение работ в венецианском Арсенале.